# تعديل قانون المواطنة في الهند 2019
تعديل قانون المواطنة لعام 2019 في الهند هو إجراء صدر عن البرلمان الهندي لتعديل قانون المواطنة لعام 1955 بحيث يوفر طريقًا للحصول على الجنسية الهندية للأقليات الدينية من باكستان وبنغلاديش وأفغانستان. تم حصر الأقليات الدينية التي يُطبق عليها التعديل في: الهندوس، والسيخ، البوذيين، الجينز، الفرس والمسيحيين، ولم يتم منح المسلمين مثل هذه الأهلية. كذلك فقد حصر المستفيدين من ذلك التعديل في الأشخاص الذين دخلوا الهند قبل 31 ديسمبر 2014، وكانوا يواجهون «الاضطهاد الديني أو الخوف من الاضطهاد الديني» في بلدانهم الأصلية. خفف القانون أيضًا من متطلبات الإقامة للتجنس من 11 سنة إلى 5 سنوات لهؤلاء المهاجرين.
وعد حزب بهاراتيا جاناتا الحاكم في بيانه الانتخابي لعام 2014 بتوفير ملاذ طبيعي للاجئين الهندوس المضطهدين. منذ ذلك الحين أظهرت وسائل الإعلام المصاعب التي يواجهها هؤلاء اللاجئين. في عام 2015 أصدرت الحكومة أوامر تقنين هؤلاء اللاجئين بغض النظر عن وثائق سفرهم ومنحهم تأشيرات طويلة الأجل. استفاد أكثر من 30,000 مهاجر من هذه المرافق وفقًا لمكتب الاستخبارات، الذي يُتوقع الآن أن يكونوا هم المستفيدون مباشرةً من تعديل قانون المواطنة.
واجه القانون المعدل انتقادات واسعة النطاق في الهند وخارجها لكونه ينتهك الدستور الهندي العلماني الذي يعد بالمساواة بموجب المادة 14 منه. تم التوقيع على عريضة تعارض مشروع القانون من قبل أكثر من 1000 عالم وباحث هندي. وانتقدت لجنة الولايات المتحدة للحرية الدينية الدولية أيضا ذلك التعديل. يعتقد بعض منتقدي القانون أنه يضفي الشرعية على التمييز الديني.
تسبب إقرار القانون في احتجاجات في الهند. احتجت الجماعات الإسلامية والجماعات العلمانية بسبب التمييز الديني. ويواصل سكان ولاية آسام وغيرها من الولايات الشمالية الشرقية الاحتجاج خشية السماح للمهاجرين غير الشرعيين المقيمين في مناطقهم بالبقاء.
وهناك قلق من عدم إدراج العديد من الدول غير الإسلامية حول الهند، مثل سري لانكا، والتي أثار شيف سينا وعدة شخصيات دينية مخاوف بشأن وضع الجنسية للهندوس الناطقين باللغة التاميلية الذين سُمح لهم قانوناً الاستقرار في ولاية تاميل نادو الهندية بسبب التمييز السابق في الجزيرة، وأيضا نيبال وبوتان، حيث تُتهم بوتان بالتمييز ضد الهندوس. كما تم استبعاد اللاجئين التبتيين من الصين من مشروع القانون على الرغم من كونهم مصدر قلق مستمر.

## الخلفية
كان الدستور الهندي، الذي بدأ تطبيقه عام 1950، دستورًا علمانيًا يضمن المواطنة لجميع سكان البلاد. أقرت الحكومة الهندية قانون الجنسية في عام 1955، بعد سبع سنوات من استقلال الهند. هذا القانون وتعديلاته اللاحقة يحظر على المهاجرين غير الشرعيين الحصول على الجنسية الهندية. عرّف القانون المهاجرين غير الشرعيين كمواطنين من دول أخرى دخلوا الهند بدون وثائق سفر صالحة، أو بقوا في البلاد بعد المدة المسموح بها في وثائق سفرهم، وقرر في شأن هؤلاء الأفراد الأمر بالترحيل أو السجن. وفقًا للمفوضية السامية للأمم المتحدة لشؤون اللاجئين، يوجد أكثر من 200,000 لاجئ يقيمون في الهند.  لكن الهند ليست من الدول الموقعة على اتفاقية الأمم المتحدة للاجئين لعام 1951 وليس لديها سياسة وطنية بشأن اللاجئين. يتم تصنيف جميع اللاجئين على أنهم «مهاجرون غير شرعيين». في حين كانت الهند على استعداد لاستضافة اللاجئين، فإن موقفها التقليدي الذي صاغه جواهرلال نهرو هو أن هؤلاء اللاجئين يجب أن يعودوا إلى بلدانهم الأصلية بعد عودة الوضع إلى طبيعته.
فاز حزب بهاراتيا جاناتا القومي الهندوسي في الانتخابات العامة الهندية 2014. وتقوم أيديولوجية حزب بهاراتيا جاناتا على أن الهند أمة هندوسية، وليست دولة علمانية. في بيانه لانتخابات عام 2014 وعد حزب بهاراتيا جاناتا بمنح الجنسية للاجئين الهندوس من بنغلاديش وباكستان. بعد وصوله إلى السلطة أعلنت الحكومة أن المواطنين البنغلاديشيين والباكستانيين الذين ينتمون إلى «مجتمعات الأقليات» سيتم إعفاؤهم من متطلبات قانون جواز السفر (الدخول إلى الهند) لعام 1920 وقانون الأجانب لعام 1946. تم حصر طوائف الأقليات على أنها: الهندوس والسيخ والبوذيين وجاين والفرس والمسيحيين، وكان ذلك مسموحا لمن يتعرضوا لـ «الاضطهاد الديني أو الخوف من الاضطهاد الديني». تم منح أولئك الذين وصلوا إلى الهند قبل 31 ديسمبر 2014 إعفاء من المتطلبات، ثم أصدروا تأشيرات طويلة الأجل.
قدمت حكومة حزب بهاراتيا جاناتا مشروع قانون لتعديل قانون الجنسية في عام 2016، والذي من شأنه أن يجعل المهاجرين غير المسلمين من باكستان وأفغانستان وبنغلاديش مؤهلين للحصول على الجنسية الهندية. على الرغم من إقرار مشروع تعديل القانون من قِبل لوك سابها وهو المجلس الأدنى في البرلمان الهندي، إلا أنه توقف في مجلس الشيوخ الهندي، في أعقاب معارضة سياسية واسعة النطاق واحتجاجات في شمال شرق الهند. أثار معارضو مشروع القانون مخاوف من أن التركيبة السكانية في المنطقة سوف تتغير مع تدفق المهاجرين من بنغلاديش.
كرر حزب بهاراتيا جاناتا التزامه بتعديل قانون الجنسية في حملته الانتخابية لعام 2019. وكان من بين أولويات الحزب الأخرى الاعتقاد بأن الهند لديها عدد كبير من المهاجرين المسلمين غير الشرعيين. أكملت حكومة حزب بهاراتيا جاناتا محاولة لتحديث السجل الوطني للمواطنين (NRC) في ولاية آسام. كان الهدف المعلن من هذا التحديث هو التعرف على المهاجرين غير الشرعيين من بنغلاديش المجاورة، وهي دولة ذات غالبية مسلمة. وقال المعلقون إنها كانت محاولة لاستهداف المهاجرين المسلمين. تم تحديث السجل الوطني في أغسطس 2019؛ كان هناك ما يقرب من 1.9 مليون شخص من المقيمين غير مدرجين في القائمة، وكانوا في خطر فقدان مواطنتهم. غالبية المتضررين هم من البنغال الهندوس، الذين يشكلون قاعدة الناخبين الرئيسية لحزب بهاراتيا جاناتا. قبل نشر السجل بفترة وجيزة، سحب حزب بهاراتيا جاناتا دعمه للعملية برمتها.

## التاريخ التشريعي
تم تقديم مشروع القانون في لوك سابها في 19 يوليو 2016 باعتباره مشروع تعديل لقانون المواطنة. أحيل إلى اللجنة البرلمانية المشتركة في 12 أغسطس 2016. قدمت اللجنة تقريرها في 7 يناير 2019.
بعد ذلك أقر مجلس الوزراء الاتحادي مشروع تعديل قانون المواطنة في 4 ديسمبر 2019 لإدخاله إلى البرلمان. تم تقديم مشروع القانون من قِبل وزير الداخلية أميت شاه في 9 ديسمبر 2019 وتم تمريره في 10 ديسمبر 2019 في الساعة 12:11 صباحًا (IST)  بأغلبية 311 نائبًا صوتوا لصالح مشروع القانون بينما صوت 80 ضده.
تم إقرار مشروع القانون لاحقًا من قبل مجلس الشيوخ في 11 ديسمبر 2019 بأغلبية 125 صوتًا ضد 105 صوتًا. ومن بين هؤلاء الذين صوتوا مؤيدين للتعديل أحزاب من حلفاء حزب بهاراتيا جاناتا مثل جاناتا دال (المتحد) ، و AIADMK ، وبيجو جاناتا دال، وTDP ، و YSR-Congress.
بعد تلقي موافقة من رئيس الهند في 12 ديسمبر 2019، صار مشروع القانون مُفعلا. يدخل القانون حيز التنفيذ في تاريخ تختاره حكومة الهند، وسيتم إعلان ذلك.

## التعديلات
عدل قانون الجنسية لعام 2019 قانون الجنسية لعام 1955، وذلك بإدراج الشروط التالية في القسم 2، القسم الفرعي (1)، بعد الفقرة (ب):
 تم تعريف فئات الأشخاص المعفيين سابقًا في الأمر (تعديل) الخاص بالأجانب في 2015 (الصادر بموجب قانون الأجانب، 1946):
(أ) بدون وثائق صالحة بما في ذلك جواز السفر أو وثائق السفر الأخرى والذين تم إعفاؤهم بموجب المادة 4 من أحكام المادة 3 من قواعد "جواز السفر (الدخول إلى الهند) ، 1950" "[...] ؛ أو
(ب) مع وثائق صالحة بما في ذلك جواز السفر أو وثيقة سفر أخرى وقد انتهت صلاحية أي من هذه الوثائق،
 تم تعديل القواعد مرة أخرى في عام 2016 بإضافة أفغانستان إلى قائمة البلدان.

## التحليل
هذا القانون هو تعديل لقانون المواطنة لعام 1955 وذلك لإعطاء أهلية للحصول على الجنسية الهندية للمهاجرين غير الشرعيين من الهندوس والسيخ والبوذيين وجاين والفرس والمسيحيين من أفغانستان وبنغلاديش وباكستان، والذين دخلوا الهند في 31 ديسمبر 2014 أو قبل ذلك. لكن هذا التعديل لا يشمل المسلمين. وفقًا لسجلات IB، سيستفيد أكثر من 30,000 شخصًا من هذا التعديل فورًا. مع ملاحظة أن قانون الجنسية السابق في الهند (قانون المواطنة لعام 1955) لا يعتبر الانتماء الديني معيارًا للأهلية، بخلاف هذا التعديل.
بموجب هذا القانون، فإن أحد متطلبات الجنسية عن طريق التجنس وهو «أن يكون مقدم الطلب قد أقام في الهند خلال الإثني عشر شهرًا الماضية، و 11 عامًا من الـ 14 عامًا السابقة» يخفف مشروع القانون هذا الشرط ليصبح «خمس سنوات فقط» للأشخاص المنتمين إلى الديانات الست نفسها وثلاث دول. ويعفي مشروع القانون المناطق القبلية في ولاية اسام وميغالايا وميزورام وتريبورا، المدرجة في الجدول السادس للدستور من تطبيقه. وتشمل هذه المناطق القبلية كاربي انجلونج في آسام، Garo Hills في ميغالايا، ومنطقة Chakma في ميزورام، والمناطق القبلية في تريبورا. كما استثنى المناطق الخاضعة للتنظيم من خلال تصريح الخط الداخلي Inner Line Permitالذي يشمل أروناجال برديش وميزورام وناجالاند. تم الإعلان أيضًا عن إدراج مانيبور في تصريح الخط الداخلي في 9 ديسمبر 2019  وتم إخطاره في 11 ديسمبر 2019  خلال تعديل لائحة الحدود الشرقية البنغال 1873.
يتضمن مشروع القانون أحكاما جديدة لإلغاء تسجيل المواطنة في الخارج في الهند Overseas Citizenship of India (OCI) مثل التسجيل عن طريق الاحتيال، في حالة حامل OCI المحكوم عليه بالسجن لمدة سنتين أو أكثر خلال خمس سنوات من التسجيل وفي الضرورة لمصلحة السيادة وأمن الهند. ويشمل أيضًا بندًا يتعلق بانتهاك أي قانون تخطر به الحكومة المركزية. كما أنه يضيف فرصة لحامل OCI للاستماع إليه قبل الإلغاء.

### رأي المؤيدين
قال رئيس الوزراء مودي إنه «مسرور لأن لوك سابها قد أقر مشروع تعديل قانون المواطنة لعام 2019 بعد نقاش غني وواسع النطاق» وأن «مشروع القانون يتماشى مع روح الاستيعاب والقيم الإنسانية في الهند منذ قرون.» أيدت غالبية الولايات الشمالية الشرقية الأعضاء في لوك سابها مشروع القانون حيث أُخذ بعين الاعتبار مخاوفهم من خلال مشروع القانون.
خلال نقاش في البرلمان الهندي، قال أميت شاه إن مشروع القانون كان ضروريًا، وادعى بأنه سيؤدي إلى «انخفاض بنسبة 20 ٪» في أوساط الأقليات الدينية في كل من باكستان وبنغلاديش، مضيفًا أن المجتمع الإسلامي الهندي لن يتأثر بهذا القانون. وفقًا لبي بي سي نيوز، فإن السكان الهندوس في باكستان (غرب باكستان سابقًا) لم يتغيروا بشكل كبير بين عامي 1951 و 1998، بينما انخفض عدد السكان الهندوس في بنغلاديش (شرق باكستان سابقًا) من 1951 إلى 2011.
جادل اميت شاه أيضا بأن "Lakhs and Crores" من الناس سيستفيدون من القانون.

### استبعاد المسلمين
استبعد ذلك التعديل المسلمين بشكل واضح من الجماعات التي يسمح لها القانون بالحصول على المواطنة. وهو ما أثار انتقادات بسبب ذلك الاستبعاد. يقتصر القانون على الدول الجارة للهند التي تقطنها أغلبية مسلمة، لكنه لا يسمح للمسلمين المضطهدين في تلك البلدان من الاستفادة منه. ويقال إن هناك لاجئين ينتمون إلى هذه الجماعات في الهند لم يتلقوا أي إغاثة. هناك أيضًا العديد من اللاجئين من سريلانكا ونيبال وميانمار، لا يشملهم ذلك القانون.

## ما بعد إقرار التعديل

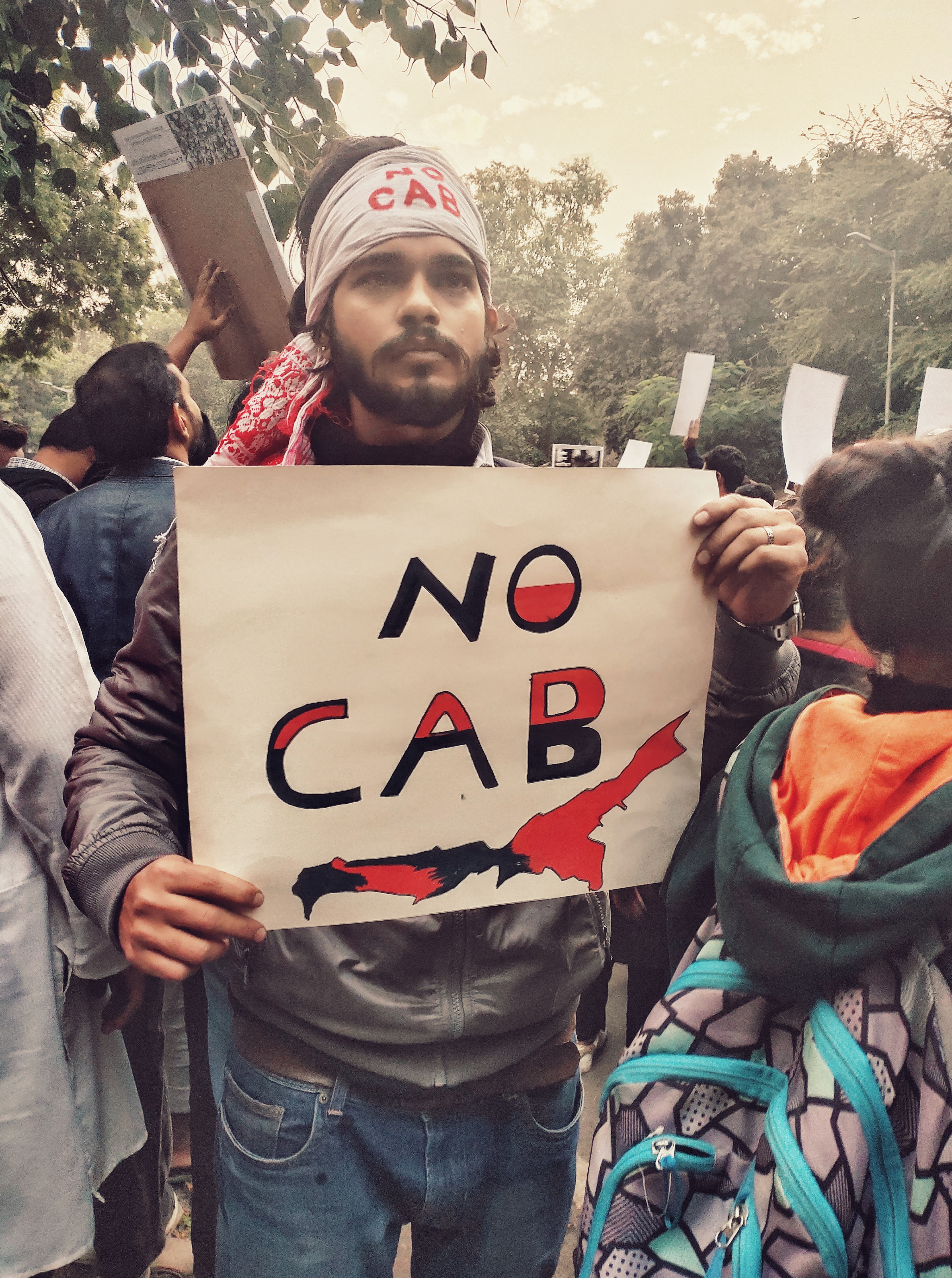
احتجاج السكان المحليين ضد CAB في العاصمة في 14 ديسمبر 2019

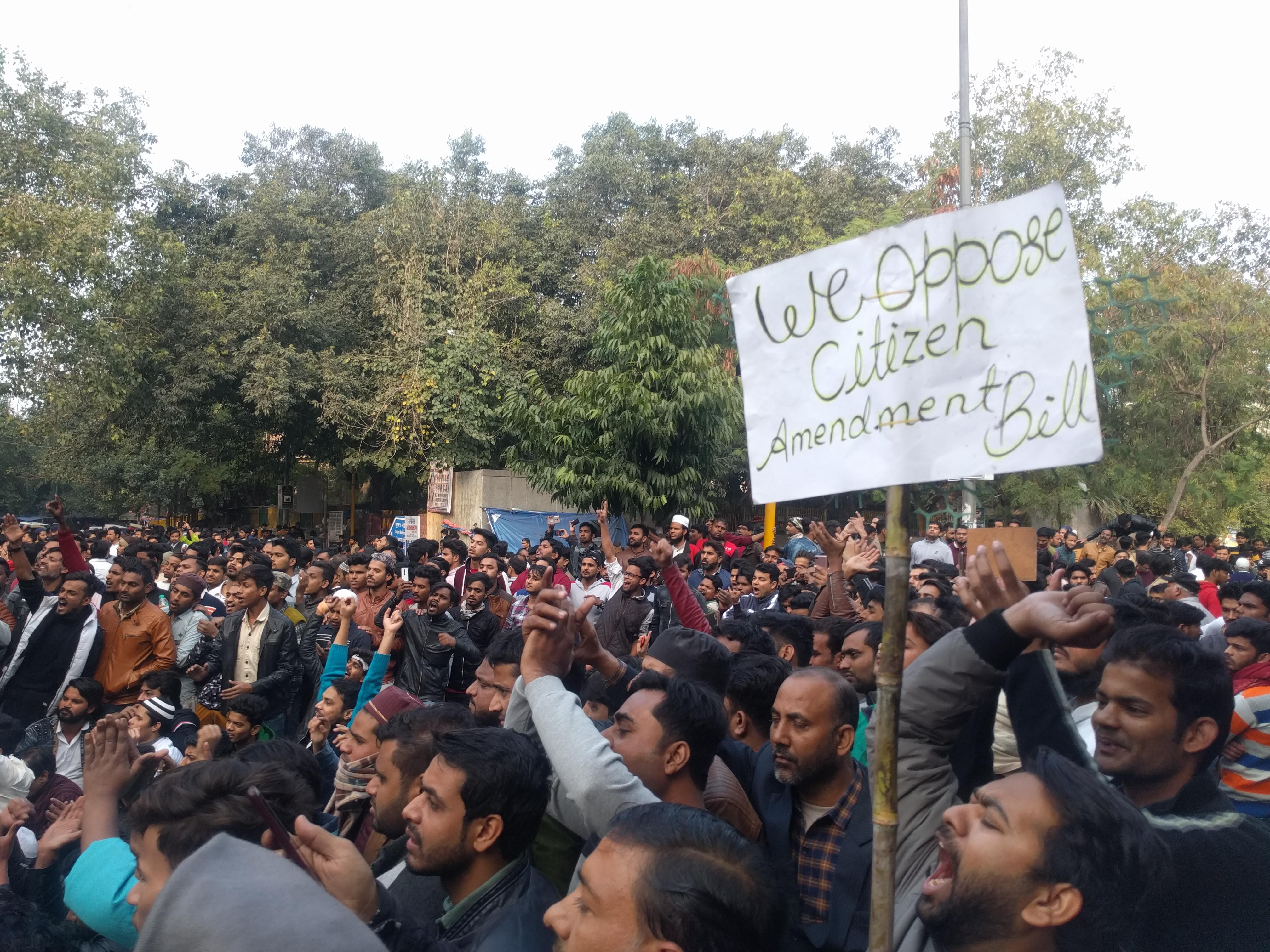
السكان المحليون وطلاب الجماعة الإسلامية ميليا يحتجون على CAA / NRC في نيودلهي في 15 ديسمبر 2019

بعد إقرار مشروع القانون في 4 ديسمبر 2019، اندلعت الاحتجاجات العنيفة في ولاية أسام، ولا سيما في جواهاتي، وغيرها من المناطق في الولاية. في ديسبور، حطم عدة آلاف من المتظاهرين حواجز الشرطة للاحتجاج أمام مبنى الجمعية التشريعية في آسام. ونُظمت مظاهرات في أجارتالا. وقد لقي ستة أشخاص حتفهم وأصيب خمسون شخصًا في الاحتجاجات على القانون.
تم تقييد الوصول إلى الإنترنت في ولاية اسام. وأُعلن حظر التجول في ولاية اسام وتريبورا بسبب الاحتجاجات. ومع ذلك كان لا بد من استدعاء الجيش لنشر القوات بسبب تحدى المتظاهرين لحظر التجول. تم تعليق خدمات السكك الحديدية وبدأت بعض شركات الطيران في تقديم إعفاءات من رسوم إعادة الجدولة أو الإلغاء في تلك المناطق. وذكر المسؤولون أن شخصين على الأقل لقيا مصرعهما بعد اشتباكات مع الشرطة في جواهاتي بولاية آسام.
جرى إلغاء اللعب في اليوم الرابع من مباراة الكريكيت في بطولة رانجي 2019-2020 بسبب الاحتجاجات. كما ألغيت القمة الهندية اليابانية في جواهاتي، التي كان من المفترض أن يحضرها شينزو آبي.
نظمت الاحتجاجات في العديد من المدن الكبرى في جميع أنحاء الهند، بما في ذلك كولكاتا  ، دلهي،  ، مومباي  ، بنغالورو  حيدر أباد،  وجايبور. كما عقدت تجمعات أصغر في ولايتي كيرالا وكارناتاكا الجنوبية.
أصدرت عدة دول من بينها المملكة المتحدة والولايات المتحدة وفرنسا وكندا تحذيرات سفر للأشخاص الذين يزورون المنطقة الشمالية الشرقية في الهند، وطلبت تلك الدول من مواطنيها «توخي الحذر». وقال رؤساء وزراء ولايات البنغال الغربية والبنجاب وكيرالا وماديا براديش وتشهاتيسجاره إنهم لن ينفذوا القانون.
في 15 ديسمبر، دخلت الشرطة بالقوة حرم الجامعة الملية الإسلامية، حيث نُظمت الاحتجاجات، واحتجزت الطلاب. استخدمت الشرطة الهراوات والغاز المسيل للدموع ضد الطلاب. أصيب أكثر من مائة طالب واعتقل عدد مماثل. تم انتقاد عمل الشرطة على نطاق واسع، وأسفر عن احتجاجات في جميع أنحاء البلاد.
في 16 ديسمبر، بعد دخول الاحتجاجات اليوم الخامس، ناشد رئيس الوزراء ناريندرا مودي التهدئة في سلسلة من التغريدات قائلة «لا يوجد أي شيء يدعو الهنود للقلق بشأن هذا القانون. هذا القانون هو فقط لأولئك الذين واجهوا سنوات من الاضطهاد في الخارج وليس لديهم مكان آخر يذهبون إليه باستثناء الهند».

## ردود الفعل

### محليًا
وقد أعربت وكالة الاستخبارات الخارجية الهندية R&AW عن قلقها أثناء إيداع القانون أمام اللجنة البرلمانية المشتركة، وذكرت أن مشروع القانون يمكن أن يستخدمه عملاء وكالات الاستخبارات الأجنبية للتسلل بشكل قانوني إلى الهند. وقال هاريش سالفي، المحامي العام السابق للهند، إن مشروع القانون لا ينتهك المادة 14 والمادة 25 والمادة 21 من دستور الهند. وأشار إلى أن المادة 15 والمادة 21 تنطبق فقط على الكيانات الموجودة في الهند، وليس على الكيانات التي ترغب في دخول الهند. وقال سالفي إن مشروع القانون لا ينتهك العلمانية ووصفه بأنه بند «ضيق التصميم» مصمم لمعالجة مسألة معينة.
تم التوقيع على عريضة تعارض مشروع القانون من قبل أكثر من 1000 عالم وباحث هندي. وعارض المؤتمر الوطني الهندي مشروع القانون، الذي قال إنه سيخلق توترات طائفية ويستقطب الهند.
طالبت رابطة الاتحاد الإسلامي الهندي المحكمة العليا في الهند بإعلان أن تعديل القانون غير قانوني.
أعرب المعلقون عن قلقهم من أن الأشخاص الذين لا يستطيعون تقديم المستندات المطلوبة لإثبات جنسيتهم وإدماجهم في NRC سيتم قبولهم كمهاجرين ومنحهم الجنسية الهندية بموجب مشروع القانون لكن الأشخاص من المجتمع بخلاف المجتمعات الدينية الست المذكورة في مشروع القانون ولم يتمكنوا من إثبات جنسيتهم سيواجهون انعدام الجنسية لأنهم غير مدرجين في مشروع القانون.

### دوليًا
انتقدت لجنة الولايات المتحدة للحرية الدينية الدولية (USCIRF) مشروع القانون ودعت إلى فرض عقوبات  ضد أميت شاه و«قيادات رئيسية أخرى» بشأن إقرار مشروع القانون في 9 ديسمبر 2019. وأصدرت وزارة الشؤون الخارجية (الهند) بيانًا ردا على ذلك، قائلة إن البيان الذي صدر عن USCIRF «لم يكن دقيقًا ولا مبررًا»، وذكرت أنه لم التعديل CAB ولا NRC ليسا لتجريد المواطنين الهنود من الجنسية.
انتقد عمران خان، رئيس وزراء باكستان، قانون الجنسية المقترح لانتهاكه «الاتفاقات الثنائية». وقال وزير الخارجية البنغلاديشي، عبد القادر عبد المؤمن، إن ذلك القانون قد يضعف الشخصية التاريخية للهند كدولة علمانية ونفى تعرض الأقليات للاضطهاد الديني في بنغلاديش.

## روابط خارجية
- قواعد تعديل جواز السفر (الدخول إلى الهند) لعام 2015 وأمر (تعديل) الأجانب لعام 2015 ، الجريدة الرسمية للهند رقم 553، 8 سبتمبر 2015.
- مشروع قانون المواطنة (المعدل) كما تم عرضه في Lok Sabha ، 2016 نسخة محفوظة 14 يناير 2021 على موقع واي باك مشين. ، PRS Legislative Research ، 2016.
- تقرير لجنة البرلمان المشتركة نسخة محفوظة 24 يناير 2021 على موقع واي باك مشين. ، أمانة لوك سبها، 2019 (عن طريق البحوث التشريعية لجمعية الحد من الفقر).
- مشروع قانون المواطنة (المعدل) كما تم عرضه في Lok Sabha ، 2019 ، PRS Legislative Research ، 2019.
- مشروع قانون المواطنة (المعدل) كما أقره لوك سابها، 2019 نسخة محفوظة 21 يناير 2021 على موقع واي باك مشين. ، PRS Legislative Research ، 2019.